# Procles
|  | Per a altres significats, vegeu «Procles (desambiguació)». |

Procles (grec antic: Προκλῆς; llatí: Procles) fou un rei d'Esparta llegendari, germà bessó d'Eurístenes i fill de l'heràclida Aristodem. El pare va morir després del naixement dels bessons i no va poder decidir quin l'havia de succeir i la mare, Àrgia, no podia determinar quin havia nascut primer.
Els espartans van demanar consell a l'oracle de Delfos que va dictaminar que tots dos fossin reis, però amb preeminència pel gran; com que això no se sabia del cert, es va decidir que el que la mare hagués vist primer seria el gran. Així la preeminència fou donada a Eurístenes i seria conservada pels seus descendents.
La mare Àrgia i el seu bessó Teres foren nomenats regents. Els nois es van casar amb dues germanes bessones, filles de Tersandre rei de Cleones, de noms Làtria i Anaxandra, les tombes de les quals Pausànies diu que va veure segles després quan va visitar Esparta.
Procles, juntament amb el seu germà i Temen es van unir per restaurar a Èpit, fill de Cresfontes, a Messènia, però en general, segons Heròdot, els dos germans van estar quasi sempre enfrontats. Segons Poliè, Eurístenes es va emparar del poder però Temen va imposar altre cop la dualitat. Ciceró diu que va morir un any abans que el seu germà, però que els seus fets foren més importants.
Procles va tenir un fill anomenat Sous, que va ser pare d'Euripont i avantpassat de Licurg, el legislador d'Esparta. Va originar la dinastia pròclida.